# Atletismo nos Jogos Paralímpicos de Verão de 2016 – Arremesso de peso feminino
A disputa de arremesso de peso feminino do atletismo nos Jogos Paralímpicos de Verão de 2016 ocorreu nos dias 8 a 17 de setembro no Estádio do Maracanã. Houve seis provas com diferentes critérios e premiações.

## Resultados
| Tipo | 1                       | 1     | 2                     | 2     | 3                     | 3     |
| ---- | ----------------------- | ----- | --------------------- | ----- | --------------------- | ----- |
| F12  | ITA Assunta Legnante    | 15.74 | UZB Safiya Burkhanova | 15.05 | MEX Rebeca Valenzuela | 13.05 |
| F20  | POL Ewa Durska          | 13.94 | UKR Anastasiia Mysnyk | 13.24 | GBR Sabrina Fortune   | 12.94 |
| F32  | TUN Maroua Brahmi       | 5.76  | UAE Noura Alktebi     | 4.70  | AUS Louise Ellery     | 4.19  |
| F33  | ALG Asmahan Boudjadar   | 5.72  | QAT Sara Hamdi Masoud | 5.39  | UAE Sara Alsenaani    | 5.09  |
| F34  | CHN Zou Lijuan          | 8.75  | POL Lucyna Kornobys   | 8.00  | NZL Jessica Hamill    | 7.54  |
| F35  | CHN Wang Jun            | 13.91 | UKR Mariia Pomazan    | 13.59 | BRA Marivana Oliveira | 9.28  |
| F36  | GER Birgit Kober        | 11.41 | CHN Wu Qing           | 10.33 | AUS Kath Proudfoot    | 9.70  |
| F37  | GER Franziska Liebhardt | 13.96 | CHN Mi Na             | 13.73 | CZE Eva Berná         | 11.23 |
| F40  | NGR Lauritta Onye       | 8.40  | TUN Rima Abdelli      | 7.37  | NED Lara Baars        | 7.12  |
| F41  | TUN Raoua Tlili         | 10.19 | TUN Samar Ben Koelleb | 8.39  | AUS Claire Keefer     | 8.16  |
| F53  | BRN Fatema Nedham       | 4.76  | IND Deepa Malik       | 4.61  | GRE Dimitra Korokida  | 4.28  |
| F54  | CHN Liwan Yang          | 7.99  | TUN Hania Aidi        | 6.86  | TUN Fadhila Nafati    | 6.38  |
| F57  | MEX Angeles Ortiz       | 10.94 | ALG Nassima Saifi     | 10.77 | ALG Nadia Medjemedj   | 9.92  |

Legenda
| Recorde mundial      | Recorde mundial (World record)               |                       | Recorde africano                      | Recorde africano (African) |                                           | Q | Classificado por posição (Qualified) |
| Recorde paralímpico  | Recorde paralímpico (Paralympic record)      | Recorde da América    | Recorde da América (Americas)         | q                          | Classificado por melhor tempo (Qualified) |   |                                      |
| Melhor marca do ano  | Melhor marca do ano (World leading)          | Recorde asiático      | Recorde asiático (Asian)              | DNS                        | Não largou (Did not start)                |   |                                      |
| Recorde nacional     | Recorde nacional (National record)           | Recorde europeu       | Recorde europeu (European)            | DNF                        | Não terminou (Did not finish)             |   |                                      |
| Recorde pessoal      | Recorde pessoal do atleta (Personal best)    | Recorde da Oceania    | Recorde da Oceania (Oceania)          | DSQ / DQ                   | Desclassificado (Disqualified)            |   |                                      |
| Recorde da temporada | Recorde da temporada do atleta (Season best) | Recorde sul-americano | Recorde sul-americano (South America) | NM                         | Sem marca (No mark)                       |   |                                      |